# Quaranta
Die Familie Quaranta ist eine normannische Familie aus Salerno. Der Name Quaranta (auf Italienisch Vierzig) wurde von den 40 normannischen Rittern abgeleitet, die vom Kreuzzug zurückkehrend, die Stadt Salerno vor der Belagerung der Mauren befreiten. Dies geschah während der Regierung von Waimar IV. im 11. Jahrhundert. Die Familie breitete sich in Rom, Neapel und Sizilien aus.
Eine umfassende Genealogie der Familie von einem unbekannten Verfasser des 17. Jahrhunderts befindet sich im Staatsarchiv von Salerno. Die Familie Quaranta führt den Titel Baron von San Severino und ist auch in Deutschland vertreten. Ein Familienmitglied ist Chevalier Heinrich Baron di San Severino-Olbertz. Er ist Mitglied des Ordens vom Heiligen Grab und Ritter des St. Lazarus-Ordens von Jerusalem.

## Bekannte Familienmitglieder
- Bernardo Quaranta, Baron von San Severino (1796–1867), italienischer Archäologe
- Francesco Saverio Quaranta
- Angelo Antonio Quaranta, Barone di San Severino